# Olivier Pozzo di Borgo
Olivier Vincent Napoléon Joseph Victor Pozzo di Borgo, né le 3 juin 1900 à Paris et mort le 10 avril 1991 à Alençon, est un professeur, historien, résistant et haut fonctionnaire français.

## Biographie
Licencié ès-lettres à la Sorbonne en 1917, élève de l'École normale supérieure (promotion littéraire concours Ulm - 1919), Olivier Pozzo di Borgo sort huitième au concours de l'agrégation de philosophie en 1921, et obtient également celle de grammaire. Il devient professeur agrégé et enseigne la philosophie, successivement au Prytanée national militaire, à Niort, à Alençon, à Annecy, puis au lycée Hoche à Versailles,.
Historien également, il est spécialiste de l'époque bonapartiste et de Benjamin Constant.
Il donne au Cercle Fustel de Coulanges une étude sur l'université démocratique, la patrie et la paix, ainsi que des conférences aux étudiants d'Action française (AF) en Normandie, en 1935, sur l'hitlérisme, établissant que son principe essentiel est le racisme, menant à l'élimination et l'asservissement. Il aurait affirmé que le nationalisme intégral et la dynastie peuvent seuls assurer la sécurité de la France.
Dans un de ses articles donnés à L'École française, il critique le « pacifisme démocratique » et rend hommage à Charles Maurras : « (...) nous ne pouvons ni oublier ni taire le nom de celui qui a le plus contribué à nous refaire une conscience et à nous sauver du déshonneur : Charles Maurras ».
Il s'engage dans la résistance durant la Seconde Guerre mondiale. Professeur de philosophie au lycée de Casablanca, il collabore au périodique Combat d'Alger et siège à la commission pour la réforme de l’enseignement, réunie à Alger à partir de mars 1944, du Conseil national de la Résistance. Il est promu directeur de l'enseignement du second degré du Commissariat à l'Éducation nationale du Gouvernement provisoire de la République française en 1944, puis inspecteur général de lettres le 1er mars 1945.
Il est le troisième président du Conseil supérieur d'enquête (CSE), institué par l’arrêté du 26 octobre 1944 et chargé de l'épuration des enseignants, à la suite de Léon Julliot de La Morandière et de Pierre Petot. Il se charge de centraliser les dossiers et de formule les propositions définitives, après complément d’enquête s’il le souhaite, avant que le ministre ne tranche,,,,.
Il collabore notamment au Monde ou à la Revue d'Histoire littéraire de la France. Le Monde publiera plusieurs de ses « libres opinions ».
En 1955, il participe à la première mouture de l'Union démocratique du travail, qui dénonce à la fois les Accords de Paris (1955), souhaitant le désarmement et la paix, et le rétablissement en France, « sous prétexte d'anticommunisme, d'un climat préfasciste », la « renaissance de la presse vichyssoise (...) qui développe les thèses racistes ». Il cosigne une adresse au Parlement demandant de rejeter le projet d'extension des pouvoirs spéciaux en Algérie, des appels pour la paix en Algérie en 1957-58. Il appelle à venir défiler silencieusement et se recueillir le dimanche 23 avril 1961, devant le mémorial du Martyre juif, à l'occasion du procès d'Adolf Eichmann.

## Distinctions
- Officier d'Académie[17]

## Publications
- L'Université démocratique, la patrie et la paix..., Marmy, 1931
- Notes sur le problème de la sélection..., Marmy, 1932
- Mémoires sur les Cent-jours / par Benjamin Constant. Préface ; notes et commentaires de Olivier Pozzo di Borgo, Pauvert , 1961
- Benjamin Constant, écrits et discours politiques ; présentation, notes et commentaires par Olivier Pozzo di Borgo", Pauvert, 1964
- Choix de textes politiques / par Benjamin Constant ; présentation et notes par Olivier Pozzo di Borgo, Pauvert, 1965
- De Bonaparte et des Bourbons / par Chateaubriand ; présentation et notes par Olivier Pozzo di Borgo, 1966